# Analfabetismo funcional
Se denomina analfabetismo funcional a la incapacidad de un individuo para utilizar su habilidad de lectura, escritura y cálculo de forma eficiente en las situaciones de la vida diaria. Se diferencia del analfabetismo en sentido estricto en que este supone la incapacidad absoluta de leer o escribir frases sencillas en cualquier idioma.

## Características
Una persona analfabeta no sabe leer ni escribir. Un analfabeto funcional, en cambio, lo puede hacer hasta un cierto punto (leer y escribir textos en su lenguaje nativo), con un grado variable de corrección y estilo. Un adulto que sea analfabeto funcional no sabrá resolver de una manera adecuada tareas necesarias en la vida cotidiana como por ejemplo rellenar una solicitud para un puesto de trabajo, entender un contrato, seguir unas instrucciones escritas, leer un artículo en un diario, interpretar las señales de tráfico, consultar un diccionario o entender un folleto con los horarios del autobús.
El analfabetismo funcional también limita seriamente la interacción de la persona con las tecnologías de la información y la comunicación, puesto que tiene dificultades para usar un ordenador personal, trabajar con un procesador de texto o con una hoja de cálculo, utilizar un navegador web o un teléfono móvil de manera eficiente.
La palabra analfabeto, cuya etimología proviene directamente del griego, designa también a aquellas personas que ignoran aquello de lo que se compone su lengua materna o la madre de la misma y el conjunto de cultura que a su alrededor se forma.

## Conexión con la pobreza y con el crimen
Aquellos con analfabetismo funcional pueden ser sujeto de intimidación social, riesgos de salud, estrés, bajos salarios, y otras dificultades relacionadas con su inhabilidad.
La correlación entre el crimen y el analfabetismo funcional es un hecho bien conocido por criminalistas y sociólogos alrededor del mundo. En el año 2000, se estimó que el 60% de los adultos en prisiones estatales y federales en los Estados Unidos sufrían de esta condición, y que el 85% de los criminales menores tenían problemas asociados con la lectura, escritura, y matemáticas básicas, lo cual no debe interpretarse como una relación de causalidad.